# Acacia clarksoniana
Acacia clarksoniana é uma espécie de leguminosa do gênero Acacia, pertencente à família Fabaceae.